# Druhá vláda Ernesta von Koerbera

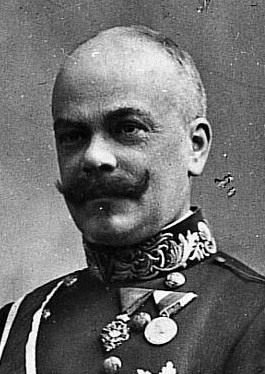
Ministerský předseda Ernest von Koerber

Druhá vláda Ernesta von Koerbera byla předlitavská vláda, úřadující od 31. října 1916 do 20. prosince 1916. Sestavil ji Ernest von Koerber poté, co po atentátu na předsedu vlády skončil předchozí kabinet Karla Stürgkha.

## Dobové souvislosti a činnost vlády
Vláda Ernesta von Koerbera nastoupila v situaci, kdy se Rakousko-Uhersko již víc než dva roky podílelo na světové válce, která se mimořádným způsobem projevovala na hospodářské situaci ve státě. Válečný stav zároveň vedl k trvalému odstavení Říšské rady coby ústředního předlitavského parlamentu a na chod věcí v monarchii měla stále větší vliv armáda. Ernest von Koerber se do funkce premiéra vracel po více než 10 letech. Zatímco jeho první vláda počátkem 20. století nastoupila s úkolem odblokovat polarizovanou politickou scénu (a to se jí částečně podařilo), nyní měla být Koerberovou misí  mírná korekce stávajícího politického uspořádání a oslabení vlivu armádní byrokracie na civilní vládní záležitosti. Vláda ale neměla dlouhého trvání. V listopadu 1916 zemřel císař František Josef I. a nový panovník Karel I. začal vytvářet vlastní mocenský okruh, přičemž sledoval podobnou linii jako původní nástupce trůnu František Ferdinand d'Este (zabitý při atentátu v Sarajevu roku 1914). Lidé z okruhu Karla i  Ferdinanda d'Este přitom měli trvalejší antipatie vůči Koerberovi a tak byla již v prosinci činnost jeho vlády ukončena a nastoupila vláda Heinricha Clam-Martinice.

## Složení vlády
| Resort                              | Ministr                | Nástup do funkce | Konec funkce      |
| ----------------------------------- | ---------------------- | ---------------- | ----------------- |
| ministerský předseda                | Ernest von Koerber     | 31. října 1916   | 20. prosince 1916 |
| ministr vnitra                      | Erwin von Schwartzenau | 31. října 1916   | 20. prosince 1916 |
| ministr financí                     | Karl Marek             | 31. října 1916   | 20. prosince 1916 |
| ministr kultu a vyučování           | Max von Hussarek       | 31. října 1916   | 20. prosince 1916 |
| ministr spravedlnosti               | Franz Klein            | 31. října 1916   | 20. prosince 1916 |
| ministr obchodu                     | Franz Stibral          | 31. října 1916   | 20. prosince 1916 |
| ministr zemědělství                 | Heinrich Clam-Martinic | 31. října 1916   | 20. prosince 1916 |
| ministr zeměbrany                   | Friedrich von Georgi   | 31. října 1916   | 20. prosince 1916 |
| ministr železnic                    | Ernst Schaible         | 31. října 1916   | 20. prosince 1916 |
| ministr veřejných prací             | Otakar Trnka           | 31. října 1916   | 20. prosince 1916 |
| ministr pro haličské záležitosti    | Michał Bobrzyński      | 31. října 1916   | 20. prosince 1916 |
| společní ministři Rakouska-Uherska: |                        |                  |                   |
| * ministr zahraničí                 | István Burián          | 31. října 1916   | 20. prosince 1916 |
| * ministr války                     | Alexander von Krobatin | 31. října 1916   | 20. prosince 1916 |
| * ministr financí                   | István Burián          | 31. října 1916   | 2. prosince 1916  |
| * ministr financí                   | Konrad Hohenlohe       | 2. prosince 1916 | 20. prosince 1916 |